# Komisja do Spraw Opakowań
Komisja do Spraw Opakowań – jednostka organizacyjna Prezesa Rady Ministrów istniejąca w latach 1957–1961, powołana w celu wprowadzenia postępu technicznego w produkcji i stosowaniu opakowań, uzyskania oszczędności deficytowych tworzyw używanych na opakowania, zagwarantowania racjonalnej gospodarki opakowaniami, wyeliminowania strat powstających w wyniku nieracjonalnego opakowania oraz w celu właściwego wykorzystania środków przewozowych, jak również podniesienia kultury handlu i aktywizacji eksportu przez stosowanie odpowiednich opakowań.

## Powołanie Komisji
Na podstawie uchwały Rady Ministrów z 1957 r. w sprawie powołania Komisji do Spraw Opakowań ustanowiono Komisję. Zadaniem Komisji było nadanie rozwojowi gospodarki opakowaniami kierunku odpowiadającego ogólnym potrzebom gospodarki narodowej.

## Zakres działania Komisji
Do zakresu działania Komisji należało inicjowanie i koordynowanie opracowań z dziedziny problematyki opakowań oraz współdziałanie z właściwymi ministerstwami, centralnymi urzędami, instytucjami i organizacjami spółdzielczymi i zawodowymi w pracach dotyczących w szczególności:
- założeń do perspektywicznych kierunków rozwoju produkcji poszczególnych rodzajów tworzyw opakunkowych oraz rozwoju techniki i produkcji opakowań w powiązaniu z programowymi potrzebami poszczególnych gałęzi gospodarki,
- inwestowania maszyn i urządzeń do produkcji opakowań, automatów paczkujących oraz lokalizacji produkcji opakowań transportowych i jednostkowych,
- stosowania opakowań, wielokrotnego ich użytkowania, ekonomiki transportu towarów opakowanych, jak również w sprawach wymagań bezpieczeństwa i higieny pracy oraz estetyki opakowań,
- programów i planów prac badawczych, doświadczalnych i normalizacyjnych w zakresie opakowań,
- projektów aktów normatywnych w zakresie gospodarki opakowaniami,
- szkolenia zawodowego z dziedziny towaroznawstwa i ekonomiki opakowań,
- popularyzacji znaczenia opakowań dla gospodarki narodowej oraz pobudzania ruchu racjonalizatorskiego i nowatorstwa w tym kierunku.

## Skład Komisji
Komisję stanowili przewodniczący i stali członkowie. Przewodniczącego Komisji powoływał i odwoływał Prezes Rady Ministrów. Członków stałych Komisji powoływali i odwoływali właściwi ministrowie (Prezes Polskiego Komitetu Normalizacyjnego), w uzgodnieniu z przewodniczącym Komisji.
Stali członkowie Komisji byli równocześnie pełnomocnikami właściwych ministrów w sprawach związanych z problematyką opakowań.

## Zniesienie Komisji
Na podstawie uchwały Rady Ministrów z 1961 r. w sprawie likwidacji Komisji do Spraw Opakowań zniesiono Komisję.